# MetroLink (Saint Louis)
Il MetroLink è la rete tranviaria a servizio della Greater St. Louis, nello Stato del Missouri. Si compone di due linee, identificate con colori diversi, per una lunghezza totale di 74 km con 37 stazioni. È al 2015, con i suoi 16 081 500 passeggeri, la seconda rete tranviaria più trafficata di tutto il Midwest, dietro solo alla rete di Minneapolis.
La prima sezione della linea rossa venne attivata tra North Hanley e 5th & Missouri il 31 luglio 1993. Nel 1994, 2001 e 2003 la linea venne prolungata rispettivamente fino a Lambert Airport Main, College e Shiloh-Scott. Il 26 agosto 2006, con l'apertura della diramazione tra Forest Park e Shrewsbury-Lansdowne, venne attivata la linea blu.

## La rete
| Linea       | Percorso                                | Apertura | Ultima estensione | Stazioni | Lunghezza |
| ----------- | --------------------------------------- | -------- | ----------------- | -------- | --------- |
| Linea rossa | Lambert Airport Main ↔ Shiloh-Scott     | 1993     | 2003              | 28       | 61 km     |
| Linea blu   | Shrewsbury–Lansdowne ↔ Fairview Heights | 2006     | -                 | 24       | 39 km     |